# Yenny Wahid
Zanunua Ariffah Chafsoh Rahman Wahid (Jombang, Java Oriental, 29 de outubro de 1974), conhecida popularmente como Yenny Wahid, é uma jornalista, ativista e política islâmica da Indonésia. Atualmente, é a diretora do The Wahid Institute, responsável pela promoção do bem-estar social, da democracia e da paz ao povo islâmico e indonésio.

## Vida
Yenny é a segunda filha do ex-presidente da Indonésia, Abdurrahman Wahid, neta do primeiro ministro religioso da Indonésia, Wahid Hasyim, e bisneta de Hasyim Asy'ari, fundador da maior organização muçulmana, Nahdlatul Ulama. Graduou-se em design e comunicação visual na Universidade Trisakti, em Jacarta. Posteriormente, trabalhou como jornalista na Fairfax Media, responsável pela publicação do The Sydney Morning Herald e The Age. Como jornalista, cobriu reportagens sobre o Timor-Leste e a província de Achém. Devido à sua contribuição pós-referendo do Timor-Leste, juntamente com sua equipe foi premiada com o Walkley Award.
Após a eleição de seu pai como o quarto presidente do país, abandonou a carreira jornalística para auxiliar a área comunicativa do governo de seu pai. Após o impeachment de Wahid, foi para a John F. Kennedy School of Government como Mason Fellow. Em 2004, após voltar para Boston, foi nomeada como diretora da Wahid Institute, uma assessoria de comunicação política do Presidente da República da Indonésia de 2005 a 2007, cargo que ainda mantém atualmente. Está envolvida com o National Awakening Party (PKB) como Secretária Geral.
Greg Barton, do The Australian, atribui à Yenny o papel crucial de persuadir o seu pai acerca da violência militar no Timor-Leste e pela culpabilidade da liderança militar indonésia. De acordo com o Wahid Institute, o Fórum Econômico Mundial nomeou-a como Jovem Líder Global em 2009, um papel no qual ela permaneceu ativa até 2013.